# Plant Biology
Plant Biology — рецензируемый научный журнал по биологии растений. Издавался с 1883 года под названием Berichte der Deutschen Botanischen Gesellschaft (с нем. — «Отчёты Немецкого ботанического общества»), с 1988 года издаётся как Botanica Acta. В 1999 году журнал был снова переименован в Plant Biology (с англ. — «Биология растений», при этом нумерация томов была начала заново.
Plant Biology публикуется John Wiley & Sons от имени Немецкого общества наук о растениях и Королевского ботанического общества Нидерландов. Журнал в настоящее время редактируется Heinz Rennenberg и JTM Elzenga.

## Индексирование
Журнал индексируется в следующих библиографических базах данных:
- Abstracts on Hygiene & Communicable Diseases
- Academic Search
- Academic Search Alumni Edition
- Academic Search Premier
- AgBiotech News & Information
- AgBiotechNet
- Animal Breeding Abstracts
- Biocontrol News & Information
- Biofuels Abstracts
- Biological Abstracts
- BIOSIS Previews
- Botanical Pesticides
- CAB Abstracts
- Crop Physiology Abstracts
- Current Contents/Agriculture, Biology & Environmental Sciences
- Current Contents/Life Sciences
- Dairy Science Abstracts
- Field Crop Abstracts
- Global Health
- Grasslands & Forage Abstracts
- Helminthological Abstracts
- Horticultural Science Abstracts
- Irrigation & Drainage Abstracts
- Journal Citation Reports/Science Edition
- Maize Abstracts
- MEDLINE/PubMed
- Nematological Abstracts
- Ornamental Horticulture
- Plant Breeding Abstracts
- Plant Genetic Resources Abstracts
- Plant Growth Regulator Abstracts
- Postharvest News & Information
- Potato Abstracts
- Poultry Abstracts
- Protozoological Abstracts
- Review of Agricultural Entomology
- Review of Aromatic & Medicinal Plants
- Review of Medical & Veterinary Entomology
- Review of Plant Pathology
- Rice Abstracts
- Science Citation Index
- Science Citation Index Expanded
- Seed Abstracts
- Soils & Fertilizers Abstracts
- Soybean Abstracts Online
- Sugar Industry Abstracts
- Weed Abstracts
- Wheat, Barley & Triticale Abstracts
- Zoological Record

 Согласно Journal Citation Reports, в 2017 году импакт-фактор составил 2,156, что делает его 70-м из 222 журналов в категории «Науки о растениях».